# 徐有功
徐有功（640年—702年），字弘敏，偃师人，武周至唐朝官员。

## 生平
徐文远的孙子，曾祖母是梁元帝女兒安昌公主。举明经科，担任蒲州司法参军，绍封东莞男。为政宽仁，不行杖罚。载初元年（690年），累迁为司刑丞。寻转秋官员外郎，转郎中。后免官，久之，起为左台侍御史。当时酷吏肆虐，陷害无辜，动辄处死。徐有功依法办案，虽然常常被武则天斥责，也不罔法杀人。当时称遇到来侯必死，遇到徐杜必生。来俊臣陷害任知古、狄仁杰、魏元忠、裴行本等大臣，后来改为流放，来俊臣坚持处死，徐有功当廷驳斥。
长寿二年（693年），徐有功坚持称窦德妃（後來唐玄宗之母）的母亲庞氏无罪，龐氏得免死刑，改判流放，但他本人卻被削職為民。后重新啟用改任左司郎中、司刑少卿。卓然守法，矢志不渝。当时人称赞他就是汉朝的张释之、定国，亦无以加此。长安二年（702年）逝世，年六十八（《旧唐书》记为“六十二”），追赠司刑卿。唐中宗再度登基后，追赠越州刺史，遣使就家吊祭，赐物百段，授一子官。

## 子孙
- 徐倫，字堅，岐、慶二王司馬
  - 徐○，字和玉，襲東莞男，安定太守
    - 徐濤，字浚源，侍御史
      - 徐杜

    - 徐宰，字舜鈞，大理評事
      - 徐陶
        - 徐商

      - 徐？
        - 徐宮，字應黃，濮州刺史
          - 徐仁规

    - 徐单
- 徐殷、徐毅

## 延伸阅读
[在维基数据编辑]
 在维基文库阅读此作者作品
 《舊唐書·卷85》，出自刘昫《舊唐書》
 《新唐書·卷113》，出自《新唐書》